# کن بوردیت
کن بوردیت (انگلیسی: Ken Burditt; ۱۲ نوامبر ۱۹۰۶ – ۲۷ اکتبر ۱۹۷۷) بازیکن فوتبال اهل بریتانیا بود.
از باشگاه‌هایی که در آن بازی کرده‌است می‌توان به باشگاه فوتبال کولچستر یونایتد، باشگاه فوتبال نوریچ سیتی، باشگاه فوتبال میلوال، باشگاه فوتبال گرزلی، باشگاه فوتبال نوتس کانتی و باشگاه فوتبال لستر سیتی اشاره کرد.